# Analepse
Als Analepse (von griechisch ἀνάληψις análēpsis, deutsch ‚Analépse, Wiederaufnahme, Wiederherstellung‘, lateinisch analépsis), auch Rückblende, Rückwendung oder Retrospektive, im Englischen Flashback, bezeichnet man bei Film- und Fernsehproduktionen sowie in der Literatur eine Erzähltechnik: Ereignisse, die zeitlich vor dem bisher Erzählten stattgefunden haben bzw. haben müssten, werden erst im Nachhinein erzählt. Die Analepse ist eine Form des anachronischen Erzählens; ihr Gegenstück ist die Prolepse.

## Film
Um in Filmproduktionen dem Zuschauer die Rückblende deutlich zu machen, wird diese oft optisch abgesetzt, durch die Verwendung von Schwarzweiß, eine andere Farbgebung, Änderung der Schärfe oder der Belichtung. Das Gegenstück zur Rückblende ist die Vorausblende.
Beispiele für Filmwerke, die mit Rückblenden arbeiten, sind:
- Casablanca (1942): Die Episode: Rick und Ilsa in Paris.
- Goldenes Gift (1947): Die lange Vorgeschichte: Jeff Markhams Liaison mit Kathie Moffat – die Vergangenheit, die Jeff Bailey wieder einholt.
- Die Rechnung ging nicht auf (1956): Der mehrmalige Beginn der Handlung aus der Perspektive mehrerer handelnder Figuren.
- Hiroshima, mon amour (1959): Die Szenen in Nevers.
- Schießen Sie auf den Pianisten (1960): Die Zeit, als Charlie Kohler noch der bekannte Konzertpianist Edouard Saroyan war; die Zeit seiner Ehe mit Thérésa.
- Fight Club (1999): Beinahe der gesamte Film ist eine Rückblende nach der Szene im Hochhaus.